# Chiara Siracusa

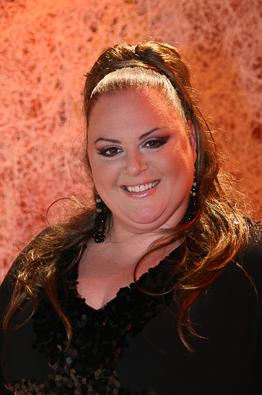
Chiara Siracusa (2009)

Chiara Siracusa (Künstlername Chiara; * 25. September 1976 in Valletta) ist eine maltesische Sängerin. Internationale Bekanntheit erreichte sie durch wiederholte Teilnahmen am Eurovision Song Contest. Dort nannte sie sich nur Chiara.

## Leben und Wirken
1998 gewann sie den Malta Song for Europe mit dem Titel The One that I Love, sodass sie Malta beim Eurovision Song Contest 1998 in Birmingham, Vereinigtes Königreich, vertreten durfte. In Birmingham erreichte ihr Lied den 3. Platz.
2005 gewann sie erneut den Malta Song for Europe, diesmal mit dem von ihr selbst geschriebenen Titel Angel. Beim Eurovision Song Contest 2005 in Kiew, Ukraine, erreichte ihr Lied den 2. Platz. Seit 2005 ist sie mit Peter Okagbue verheiratet und brachte 2008 ihre Tochter Ebony zur Welt.
Beim maltesischen Vorentscheid zum Eurovision Song Contest 2009 am 7. Februar 2009 im TVM gewann Chiara Siracusa per Televoting mit dem Titel What if We. Mit diesem Lied vertrat sie ihr Heimatland im Finale am 16. Mai 2009 in der Olimpijski-Arena in Moskau. Dort konnte sie an die beiden vorangegangenen Erfolge nicht anknüpfen und belegte beim Sieg des Norwegers Alexander Rybak einen 22. Platz.